# Милош Вучевич
Милош Вучевич (на сръбски: Милош Вучевић или Miloš Vučević) е сръбски политик и юрист, министър-председател на Сърбия от 2 май 2024 до 16 април 2025 г. От 2023 г. заема поста на председател на Сръбската прогресивна партия (SNS).

## Ранен живот, образование и адвокатска кариера
Вучевич е роден на 10 декември 1974 г. в Нови Сад, Войводина, СФР Югославия. Завършва основно училище в Нови Сад и гимназия в Бачки Петровац. Вучивич завършва Юридическия факултет на Университета в Нови Сад през 2002 г. Той практикува също право в семейната адвокатска кантора до 2012 г.

## Политически позиции

### Външна политика
Вучевич е за присъединяването на Сърбия към Европейския съюз, като в същото време твърди, че Сърбия не може да стане негов член, като „се унижава и засрамва, защото тогава никога няма да бъде добър член на ЕС.“ На 24 март 2019 г. Вучевич заявява, че бомбардировките на НАТО над Югославия са военно престъпление. Той се противопоставя на санкциите срещу Русия поради нейното нахлуване в Украйна през 2022 г.

### Косовки въпрос
Вучевич е против признаването на независимостта на Косово, добавяйки, че Косово е „държавообразуващата ДНК на нашия народ и нашата страна“.

### Политическа криера
Вучевич започва политическата си кариера като член на крайнодясната Сръбска радикална партия (СРС), където баща му е високопоставен член. През 2008 г. СРС се разцепя и Вучевич се присъедини към отцепилата се Сръбска прогресивна партия (СПП), водена от Томислав Николич и Александър Вучич. Той е близък сътрудник и довереник на Александър Вучич и брат му Андрей.

### Кмет на Нови Сад
След местните избори през 2012 г. Вучевич е избран за кмет на Нови Сад от ново мнозинство, водено от СПП, въпреки че СПП печели само 16,44% от гласовете на избирателите. Бил е член на управителния съвет на Националния алианс за местно икономическо развитие (НАМЕД) от 2015 до 2016 г. Преизбран е за кмет след местните избори през 2016 и 2020 г.
През ноември 2021 г. е избран за заместник-председател на Сръбската прогресивна партия.

### Вицепремиер и министър на отбраната
На 23 октомври 2022 г. председателят на Сръбската прогресивна партия Александър Вучич обявява, че неговата партия ще препоръча Милош Вучевич за следващ вицепремиер и министър на отбраната на Сърбия. Вучевич подава оставка като кмет на Нови Сад на 24 октомври, като два дни по-късно е наследен от Милан Джурич. Вучевич полага клетва като вицепремиер и министър на отбраната на 26 октомври като част от третия кабинет на Ана Бърнабич. Спекулирано е, че Вучевич ще наследи Вучич като председател на Сръбската прогресивна партия след потенциалната му оставка.
През април 2023 г., след изтичането на документи от Пентагона, в които се твърди, че Сърбия се е съгласила да продаде оръжия на украинската армия за борба с руските сили, Вучевич отхвърля обвиненията, наричайки ги „лъжа“. Той заявява, че Сърбия не е продавала и няма да продава оръжия нито на Украйна, нито на Русия и предполага, че някой се опитва да „дестабилизира страната му и да я въвлече в конфликт, в който тя не иска да участва“. Той не изключва и възможността някои сръбски оръжия да са попаднали в зоната на конфликта по друг начин.

### Председател на Сръбската прогресивна партия
На 27 май 2023 г. Вучевич е избран за председател на Сръбската прогресивна партия. Той също така потвърждава, че СПП ще се присъедини към обявеното от Вучич Народно движение за държавата (NPZD) в края на юни. Журналистката Ана Лалич определя промяната като „козметична“.[ неясно? ]

### Министър-председател
Вучивич повежда Сръбската прогресивна партия до още една победа на парламентарните избори през 2023 г. На 30 март 2024 г. Вучевич получава мандат от президента Вучич да състави новото правителство на Сърбия. На 2 май Народното събрание на Сърбия избира Вучевич за министър-председател на Сърбия.

## Личен живот
Вучевич е женен и има двама сина. Бащата му Зоран е адвокат и високопоставен член на Сръбската радикална партия. В това си качество е бил и председател на Градската асамблея на Нови Сад от 2004 до 2007 г. Баща му умира през 2021 г. Вучевич е от черногорско-сръбски произход по бащина линия. Семейството му родом от село Безжово близо до Подгорица и принадлежи към племето Кучи. Неговият прадядо по бащина линия загива в битки през Първата световна война, докато неговият дядо по бащина линия умира в битки през Втората световна война.